# Вілбур Росс
Вілбур Луїс Росс-молодший (англ. Wilbur Louis Ross Jr.; нар. 28 листопада 1937, Вігокен, Нью-Джерсі) — американський інвестор, міністр торгівлі США з 2017 р.
Росс працював у нью-йоркському офісі інвестбанку N M Rothschild & Sons, де здобув репутацію й отримав прізвисько «Король банкрутства». Під час президентських виборів у 2016 р. брав участь у розробці економічної програми кандидата Дональда Трампа.
2017 р. журнал Forbes оцінив статки Росса у 2,5 млрд доларів.

## Освіта
1959 року отримав ступінь бакалавра в Єльському університеті, а 1961 — ступінь магістра ділового адміністрування в Гарвардському університеті.

## Кар'єра
З 1976 до 2000 року працював в інвестиційному банку Rothschild, завоювавши репутацію найбільшого фахівця в області кризового управління в періоди банкрутства. 2000 року відкрив власну компанію WL Ross & Co. LLC, а 2002 року заснував металургійну компанію International Steel Group (ISG), яка 2003 року випустила свої акції на ринок.
2004 року скупив на аукціоні активи, що знаходилися в стадії банкрутства, Horizon Natural Resources і заснував на її основі вуглевидобувну компанію International Coal Group (ICG).
2 січня 2006 року в шахті Sago Mine в Західній Вірджинії, що належить ICG, загинули дванадцять шахтарів. До листопада 2011 року компанія задовольнила всі позови потерпілих (у червні 2011 року її купила за 3,4 млрд доларів Arch Coal, Inc). У вересні 2011 року викупив 9,3 % Банку Ірландії. У березні 2016 року журнал Forbes помістив Росса на 595-е місце в списку мільярдерів, оцінивши його особистий статок у 2,9 млрд доларів.
1990 року Дональд Трамп профінансував будівництво свого знаменитого казино «Тадж-Махал» в Атлантик-Сіті, випустивши облігації на суму 675 млн доларів під 14 % річних. Коли ігровий бізнес мільярдера став зазнавати труднощів, він затримав виплати власникам облігацій, які стали вимагати процедури банкрутства і відсторонення Трампа від керівництва, але в ситуацію втрутився Вілбур Росс, який очолював тоді підрозділ компанії Rothschild, яке спеціалізується на банкрутстві. Він став представником інвесторів і зміг врегулювати конфлікт, зберігши Трампу його власність.
Росс був радником мера Нью-Йорка Руді Джуліані в питаннях приватизації, а також консультував адміністрацію Білла Клінтона в проблемах російсько-американської торгівлі.
2004 року купив найбільшого виробника у світі джинсу (деніму) — Cone Mills Corporation, яка перебувала в процесі банкрутства. Шляхом злиття її зі своєю компанією Burlington Industries заснував International Textile Group. Після завершення процедури банкрутства сумарна заборгованість двох об'єднаних компаній повинна була скласти 75 млн доларів.
2006 року Invesco Ltd. купила WL Ross & Co., але Росс залишився на чолі компанії, яка до 2014 року керувала капіталом розміром 7 млрд доларів.
2006 року Росс у співпраці з інвестиційними фондами, які перебувають під управлінням Franklin Mutual Advisers LLC, створив компанію International Automotive Components Group (IAC). 2013 року компанія успішно вийшла на IPO (вдалося залучити 115 млн доларів), маючи в своєму розпорядженні до цього моменту 79 підприємствам з виробництва автомобільних запчастин у 18 країнах і здійснюючи поставки таким корпораціям, як Ford, General Motors, Honda та іншим.